# Chevières

Chevières este o comună în departamentul Ardennes din nordul Franței. În 1 ianuarie 2022 avea o populație de 46 de locuitori.